# Nokia 3100

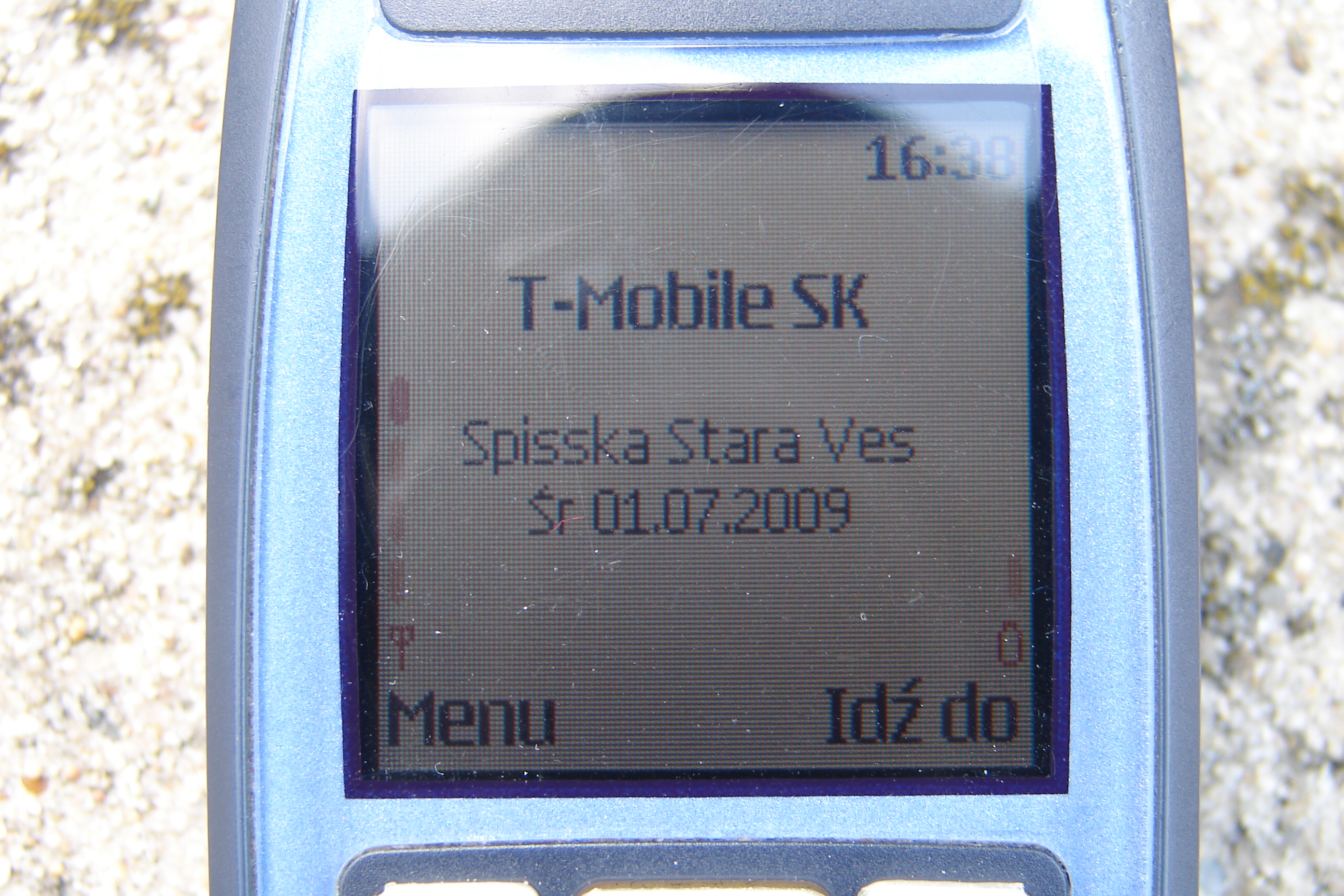
Wyświetlacz Nokii 3100

Nokia 3100 – telefon z serii 31xx. Jego charakterystyczną cechą jest fluorescencyjna obudowa.

## Dane techniczne

### Wyświetlacz
- Wyświetlacz CSTN
- 4096 kolorów
- 128x128 pikseli

### Pamięć
- około 900 kB

### Sieci
- 900 GSM
- 1800 GSM
- 1900 GSM

### Wymiary
- 101.8 x 42.8 x 19.6 mm

### Masa
- 84 gramów

### Czas czuwania (maksymalny)
- 223 godziny

### Czas rozmowy (maksymalny)
- 6 godzin

## Funkcje dodatkowe
- sygnalizowanie połączeń pulsowaniem podświetlenia i wibracjami
- obsługa MMS (do 62 kB)
- gry
- wygaszacz ekranu
- kalendarz
- profile
- polifoniczne dzwonki (4 głosy)
- fluorescencyjna obudowa
- obsługa Java